# 李載熙
李載熙，广东嘉应人，清朝政治人物、進士出身。
道光十九年（1839年）己亥科廣東鄉試第一名解元。道光二十年（1840年），登庚子科進士，改庶吉士。咸丰七年十一月初八由左春坊左赞善调任廣西學政。咸丰八年十二月初二（1859年1月5日），病故。